# マリ・バシュキルツェフ
マリ・バシュキルツェフ（Marie Bashkirtseff）ことマリヤ・コンスタンチノヴナ・バシュキルツェヴァ（ロシア語: Мария Константиновна Башкирцева、1858年11月11日 - 1884年10月31日）は、ウクライナ出身の画家・彫刻家・日記作家。

## 略歴
ノヴォロシアのポルタヴァ近郊ガヴロンツィに、富裕なロシア人貴族の家庭に生まれ、母親に連れられ欧州各地で育つ。個人指導で教育を受けたが、フランスで、当時女学生を受け入れた数少ない機関であるアカデミー・ジュリアンに入塾して絵画を学ぶ。この美術学校には欧米各地の若い女性が集っており、中でもルイーズ・カトリーヌ・ブレスラウをバシュキルツェフはライバル視していた。
バシュキルツェフは短い生涯のうちにかなりの量の作品を遺しており、パリの貧民街の子供たちの姿を描いた「集合」や、女性画家仲間の群像である「アトリエにて」はとりわけ名高い。不幸にも、バシュキルツェフの作品の大半は、第2次世界大戦中にナチス・ドイツによって破壊された。

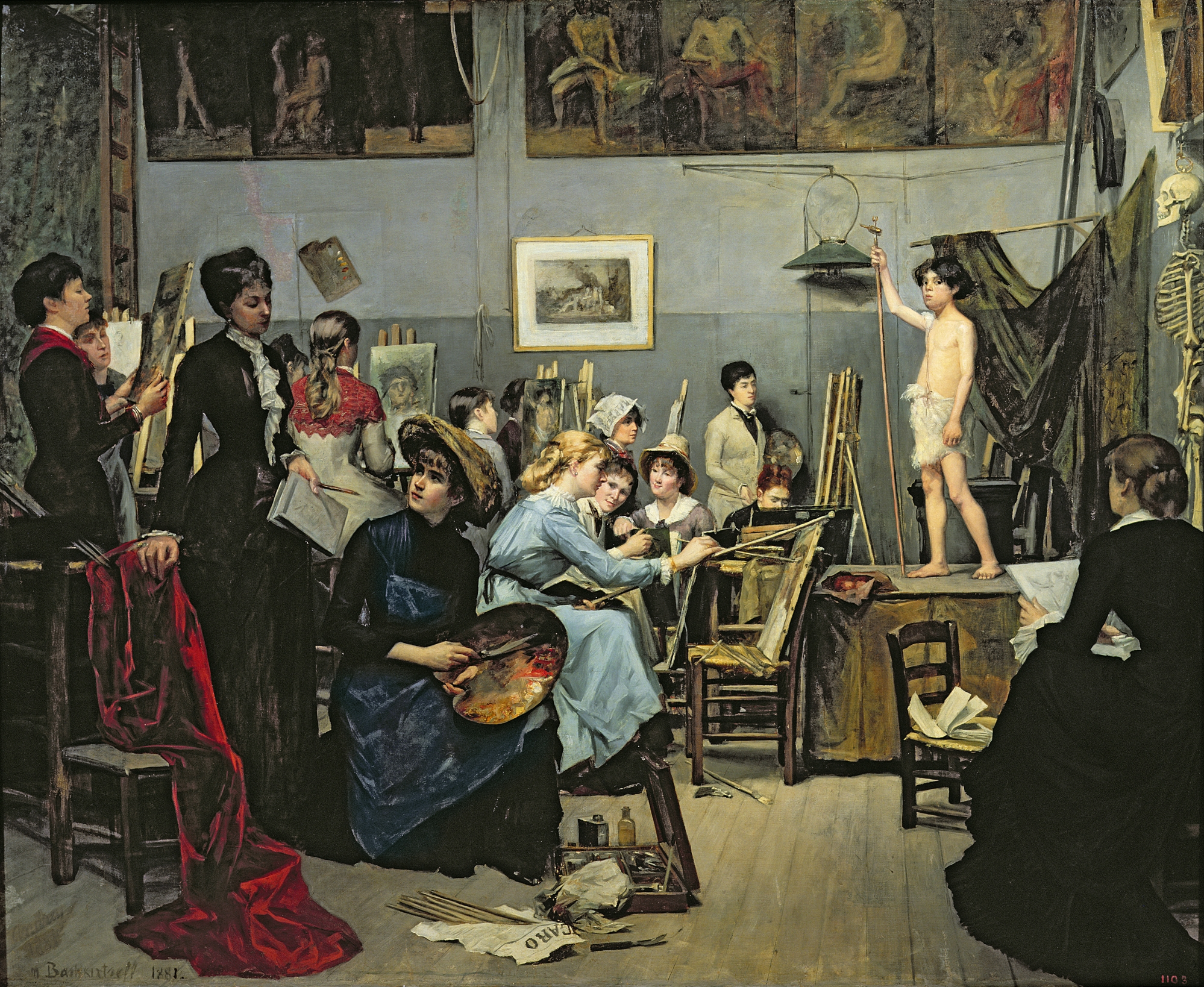
マリ・バシュキルツェフ「アトリエにて」 （1881年）。バシュキルツェフ自身は右端の黒衣をまとった女性である。

バシュキルツェフは13歳から日記をつけており、このため文筆家として最も名高い。女性芸術家のたたかいについての彼女の個人的評価は、公表された日記にも記されており、ブルジョワ女性の内面を覗わせる物語となっている。驚くほどあけすけな日記を遺したカナダ人、メアリー・マクレーンは、バシュキルツェフの日記に霊感を受けていた。ギ・ド・モーパッサンとの往復書簡を含む書簡集は、1891年に出版された。
フェミニストとして、1881年にポーリーヌ・オレル（Pauline Orrel）名義で、ユベルティーヌ・オークレールのフェミニズム新聞『女性市民』に何度か寄稿した。「われわれ女は、犬を愛することにしよう。犬だけを愛しよう。男と猫は創作に値しない」という発言は有名になった。

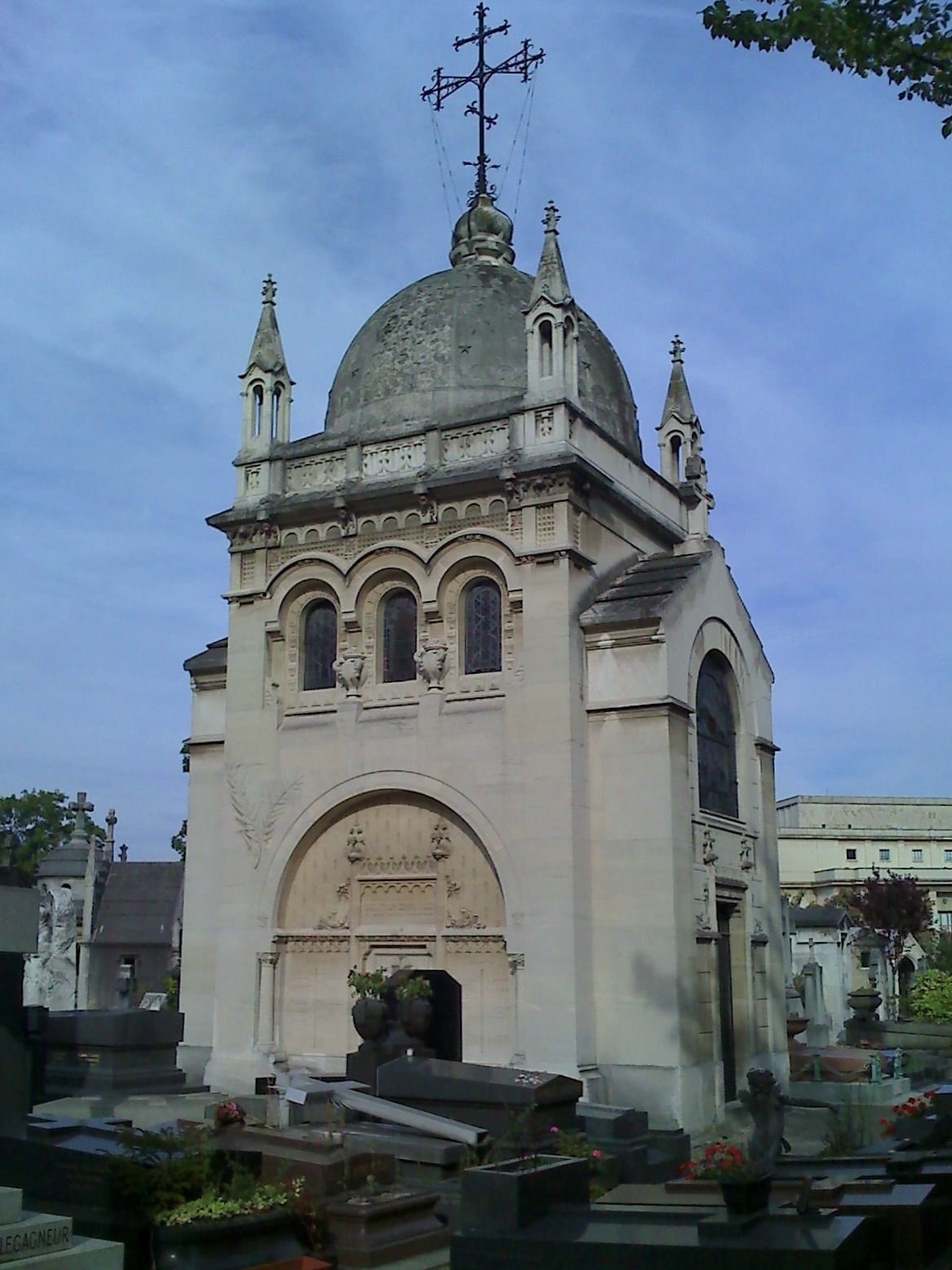
バシュキルツェフの墓

結核のため25歳で夭逝したが、1880年代パリの知的な社会の一員となるには十分な時間を持つことができた。亡骸はパッシー墓地に葬られた。

## 『日記』の発見
近年までバシュキルツェフは、1860年生まれとされてきた。しかしながらバシュキルツェフの日記の自筆原本がフランス国立図書館において発見され、日記が遺族によって検閲され、短縮されていたことが明るみに出た。1860年生まれというのも、母親によるでっち上げだった。この短縮版は、フランスで16巻に分冊されて出版されており、抄録（1873年 - 1876年）は英語に翻訳された。

## ギャラリー

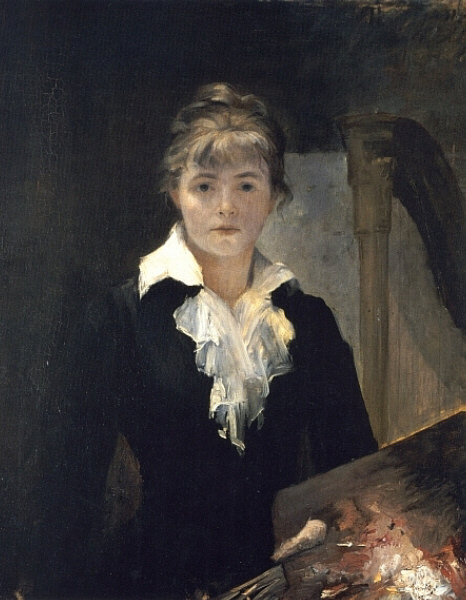
自画像（1880年）
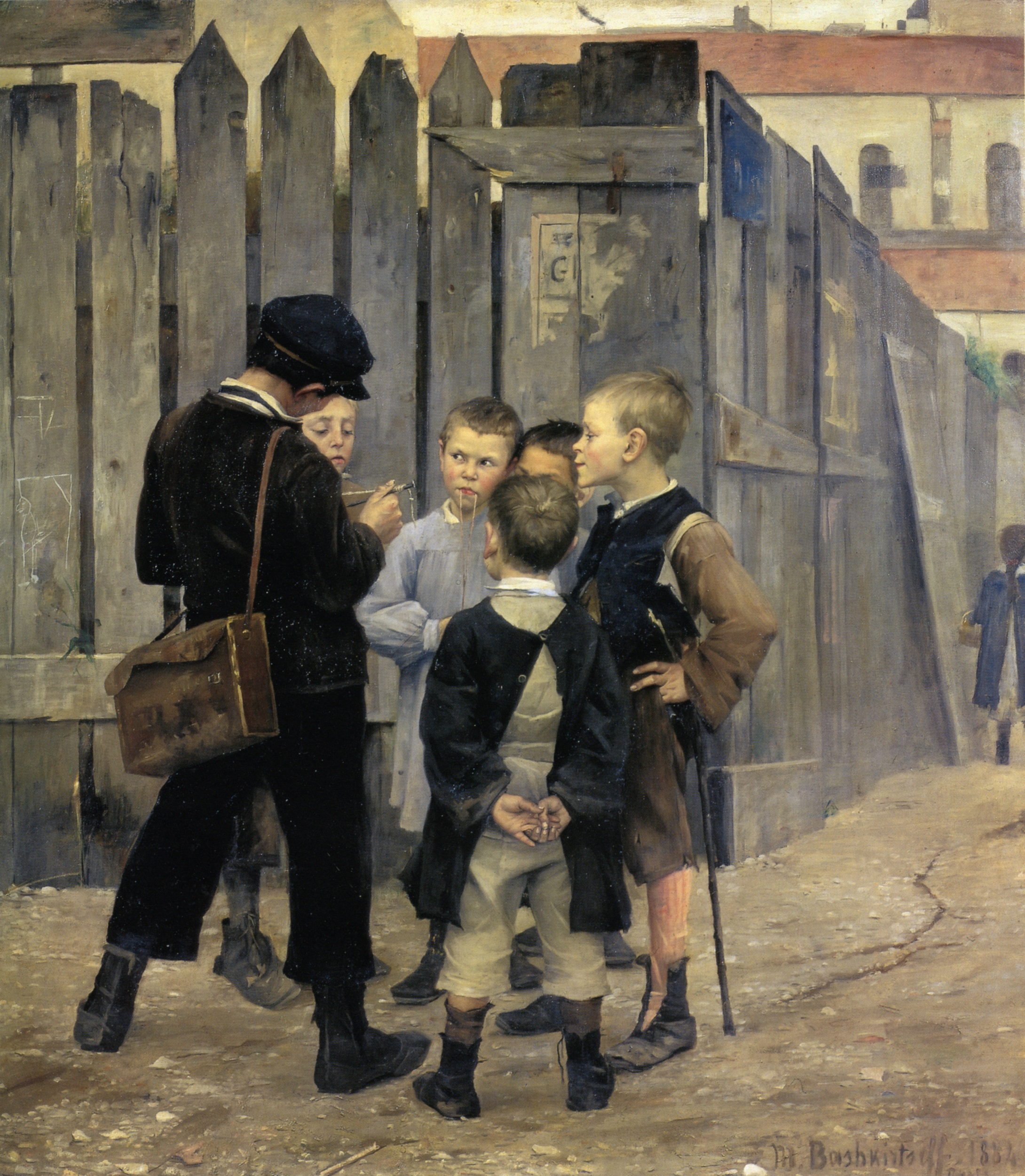
集合（1884年）
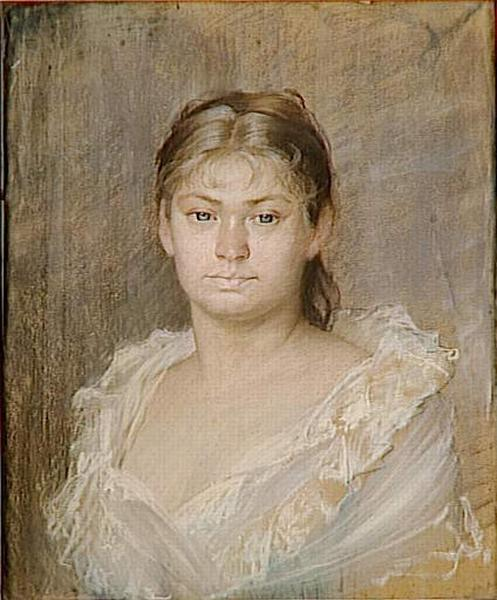
B…嬢の肖像（1885年）
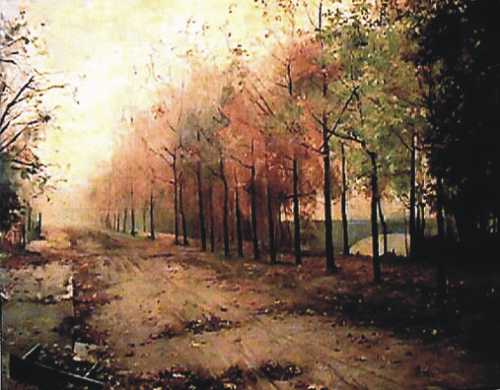
秋（1883年）